# Кондак
Конда́к (греч. κοντάκιον) — жанр церковной византийской гимнографии в форме стихотворной повествовательной проповеди, посвящённой тому или иному церковному празднику.
Классиком жанра является преподобный Роман Сладкопевец (Мелод) (VI век).

## Древние кондаки
Родиной кондака стала Сирия и Антиохия благодаря трудам св. св. Ефрема Сирина и Иоанна Златоуста, под влиянием трудов которого находился святой Роман Сладкопевец, который съел таинственный свиток, подобно пророку Иезекиилю (Иез. 3:1-3) и апостолу и Евангелисту Иоанну Богослову (Откр. 10:9-10). Кондак явился нарративным и дидактическим жанром гимнографии и связан с поэтизацией проповеди, в отличие от аккламационного и доксологического начала, свойственного другому гимнографическому жанру - тропарю.
Древние кондаки представляли собой многострофные поэмы. Например, Кондак на Рождество Пресвятой Богородицы содержит двенадцать строф и, соответственно, двенадцать рефренов. 
В Кондаке на Рождество Христово содержится двадцать пять строф и столько же рефренов. Широкое распространение получили кондаки, состоящие из двадцати четырёх строф (по числу букв греческого алфавита). На такие кондаки по внешнему виду стали похожи акафисты, в которых теперь двенадцать кондаков чередуются с двенадцатью икосами. В других случаях последовательность первых букв всех строф кондака образовывала акростих, прославляющий Бога или конкретного святого, память которого отмечалась в этот день.
Каждая основанная на изосиллабизме строфа заканчивалась общим для всего кондака рефреном («Единый Человеколюбец» или «неплодная рождает Богородицу и Питательницу Жизни нашея»). Первая строфа представляла собой вступление (проимнон, кукуль), последняя — молитву («Спаси Твою паству» или «сохрани со пастырем сих верных»). Пример первой строфы с рефреном из Кондака на Рождество:
Дева днесь Пресущественнаго раждает, 
и земля вертеп Неприступному приносит;
 Ангели с пастырьми славословят,
 волсви же со звездою путешествуют; 
нас бо ради родися Отроча Младо, 
Превечный Бог.
Строфы читал канонарх, рефрен (припев) пел народ.
Со времени экспансии ислама в VII веке, кондак — как радостный и праздничный жанр в богослужении стал вытесняться более строгим, сложным и «задумчивым» каноном. Окончательная победа канона произошла лишь после взятия Константинополя крестоносцами в 1204 года.
Однако на Руси хождение древних форм кондака, распеваемого в храмах особым «Кондака́рным распевом» Знаменного пения продолжалось: были распространены специальные сборники кондаков, например известный «Благовещенский кондакарь». Принятый ещё в Киевской митрополии Студийский устав опирался на столичные обычаи Константинополя, в котором со времён святого Романа Сладкопевца получили распространение различные кондаки.
Но вслед за остальными поместными церквами Русская православная церковь в XV веке перешла на Иерусалимский устав, в традициях которого приоритет имеют уже Библейские песни в составе канонов. Кондак оказался «в тени», количество строф в нём сократилось до одной, и теперь кондак почти не отличается от тропаря. Новое своё развитие кондак получает в многочисленных акафистах.

## Поздние кондаки
В позднейшем православном богослужебном обиходе сохранились две строфы, называемые кондаком и икосом, которые читаются или поются после шестой песни канона. Этот же кондак читается на часах. 
Исключение составляет сохранившийся полным кондак, который поётся и читается при отпевании священника или архиерея.
Кондаками также называются меньшие по объёму (в отличие от икосов) строфы акафиста.
Устав о пении кондаков содержится в Типиконе (глава 52, а также главы 23, 4, 5, 12, 13, 15).

## Известные кондаки
- Кондак, или песнь на Рождество Христово. Творение св. Романа Сладкопевца
- Кондак на Сретение Господне
- Кондак на Пасху
- Кондак Романа Сладкопевца на Рождество Богородицы